# کوسه‌نهنگ یقه‌دار
کوسه‌نهنگ یقه‌دار (نام علمی: Parascyllium collare) نام یک گونه از سرده یقه‌دارها است.